# Ladeh
Ladeh is een bestuurslaag in het regentschap Kerinci van de provincie Jambi, Indonesië. Ladeh telt 342 inwoners (volkstelling 2010).